# Georges Bret
Georges Bret, né le 21 septembre 1885 à Melun (Seine-et-Marne) et mort le 11 décembre 1970 dans le 18e arrondissement de Paris (Seine), est un homme politique français.

## Biographie
Sous les couleurs de la Fédération républicaine (droite conservatrice et libérale), il emporte un siège de conseiller général d'Ille-et-Vilaine, puis de député lors des élections législatives de 1924 sur la liste d'Union républicaine et de concorde nationale. Constamment réélu jusqu'à la chute de la Troisième République, il siège au sein du groupe de l'Union républicaine démocratique, affilié à la Fédération.
Comme de nombreux membres du parti, il s'en éloigne dans les années 1930 en réaction au glissement à droite de la FR. Il rejoint en 1932 le groupe des Députés du centre républicain, fondé par des élus de l'Alliance démocratique pour soutenir l'action d'André Tardieu.
Après les élections de 1936, il siège sur les bancs des non-inscrits. Le 10 juillet 1940, il vote en faveur de la Remise des pleins pouvoirs au Maréchal Pétain. Il ne retrouve pas de mandat de parlementaire après la Libération.

## Sources
- « Georges Bret », dans le Dictionnaire des parlementaires français (1889-1940), sous la direction de Jean Jolly, PUF, 1960 [détail de l’édition]